# Are You Shpongled?
Az Are You Shpongled?  a Shpongle angol pszichedelikus trance project első albuma.
Az albumból 30.000 példány kelt el. Az Are You Shpongled? újrakevert változata 2017. június 30.-án jelent meg.

## Számok
1. Shpongle Falls  – 8:33
2. Monster Hit  – 8:57
3. Vapour Rumours  – 10:26
4. Shpongle Spores  – 7:16
5. Behind Closed Eyelids  – 12:29
6. Divine Moments of Truth  – 10:20
7. …and the Day Turned to Night  – 19:57